# Nico Nico Douga
Nico Nico Douga (jap. ニコニコ動画, Niko Niko Dōga) ist ein japanischer Videoportal- und Livestream-Anbieter, der von Niwango geleitet wird. Seine Spitznamen sind Nico Nico und Nico-dō, wobei nikoniko das japanische Ideophon (Gitaigo) für „lächeln“ ist und dōga für „Video“ steht. Nico Nico Douga ist die am neuntmeisten besuchte Website in Japan. Die Seite hat 2007 den Japanese Good Design Award gewonnen und eine Anerkennung in der Kategorie Digital Communities beim Prix Ars Electronica 2008.

## Merkmale
Benutzer können Videos uploaden, anschauen und verteilen. Anders als auf anderen Videoseiten werden Kommentare direkt in den Videos eingeblendet. Wer einen Kommentar schreibt, darf auch bestimmen wann, wo und wie dieser angezeigt wird. Das erleichtert es, Kommentare auf bestimmte Stellen in einem Video zu fixieren. Niconicos Atmosphäre ist wie in 2channel und Futaba Channel und viele beliebte Videos sind Otaku-geprägt, wie zum Beispiel Anime, Computerspiele, Odorite und J-Pop. Videos können neben dem Uploader auch von anderen Benutzern geändert werden. Jedes Video kann bis zu 10 Tags haben, bis zu 5 davon sind vom Uploader festgelegt und zum Bearbeiten gesperrt.
Die Videos können seit dem 5. Juli 2008 hochaufgelöst mit H.264 und der Ton mit AAC kodiert werden. Der Uploader eines Videos kann selbst Kommentare in das Video einfügen, für Untertitel, Gesangstexte oder Korrekturen. Der Uploader kann in seine Kommentare auch Nicoscript-Befehle einfügen, wie Abstimmungen oder Quiz.
Am 8. Juni 2024 wurde NicoNico von einem Ransomware-Angriff einer Hackergruppe heimgesucht. Dies machte es unmöglich, Videos anzusehen.

## Geschichte
Nico Nico benutzte anfangs als Videoquelle YouTube. Durch den sehr hohen Datenverkehr erfolgte jedoch eine Sperrung seitens YouTube. Nach zweiwöchiger Außerdienststellung wurde ein eigener Videoserver eingerichtet. Am 7. Mai 2007 wurde eine Website für Handys eingerichtet. Seit dem 9. August 2007 werden auch Handys von NTT DoCoMo unterstützt.
Am 1. Juli 2008 zählte Nico Nico Douga 7.900.000 normale und 204.000 Premiumbenutzer. Wegen 1 % chinesisch sprechender Benutzer wurde die Website auch in diese Sprache übersetzt. Seit Juli 2008 gibt es spanische und deutsche Versionen, seit April 2011 auch eine englische.

### Niconico.com
Am 18. April 2012 eröffnete das Unternehmen ein englischsprachiges Portal als Beta-Version namens niconico bzw. kurz n². Mit dieser konnten zuerst Videos von YouTube, Dailymotion und Nico Nico Douga geteilt werden, dann eigene Videos und Livestreams online gestellt werden. Am 14. Oktober 2011 ging das Unternehmen gemeinsam mit dem US-Anime-Publisher Funimation das Joint Venture Funico ein, das für beide Mutterunternehmen Anime-Serien lizenzieren soll, die dann auf Niconico.com gestreamt und von Funimation auf Datenträger in Nordamerika vertrieben werden sollen.